# Дзаппонета
Дзаппонета (итал. Zapponeta) — коммуна в Италии, располагается в регионе Апулия, в провинции Фоджа.
Население составляет 3063 человека (2008 г.), плотность населения составляет 77 чел./км². Занимает площадь 40 км². Почтовый индекс — 71030. Телефонный код — 0884.
Покровителем коммуны почитается Богоматерь Милосердная, празднование 12 сентября.

## Демография
Динамика населения:

## Администрация коммуны
- Официальный сайт: